# 戊
戊（ぼ、つちのえ）は、十干の5番目である。「戉」は別字。
陰陽五行説では土性の陽に割り当てられており、ここから日本では「つちのえ」（土の兄）ともいう。

## 概要
- 方位では中央に宛てられる。時刻では午前4時ごろを指し、午前4時から午前6時までを戊夜（ぼや）という。
- 「戊」という漢字は、鉞に似た兵器を象った象形文字である[1][2]。十干の五番目を指す単語に用いるのは仮借による。
- 十干を順位づけに使った場合には、戊は5番目の意味となる。
- 西暦年の下一桁が8の年が戊の年となる。なお、年を表す時の別名は著雍（著雝とも）[3]。
- 中国語の化合物命名法では、ペンタン、ペンチル基など、炭素を5つ含む化合物や官能基に付けられる。
- 反対側は、癸（みずのと）。
- 恵方は、南南東やや南（165度）。

## 戊を含む干支
- 戊辰
- 戊寅
- 戊子
- 戊戌
- 戊申
- 戊午